# Luigi Agustoni
(Carlo Maria Martini, 1997.)
Luigi Agustoni (Sciaffusa, 16 gennaio 1917 – Orselina, 31 marzo 2004) è stato un presbitero, musicologo-gregorianista svizzero.

## Biografia
Luigi Agustoni, originario di Morbio Inferiore, riceve l'ordinazione sacerdotale nella sua diocesi di Lugano nel 1941 dopo la formazione in seminario. Il fratello Gilberto diventerà sacerdote nel 1946 e sarà creato cardinale da papa Giovanni Paolo II.
Consegue il magistero in musica sacra presso il Pontificio Istituto di Musica sacra di Roma e, finita la guerra, stringe amicizia con Eugène Cardine in occasione di una visita all'Abbazia di Solesmes, allora come oggi, centro fondamentale della rinascita gregoriana. L'amicizia con il grande maestro, il canto gregoriano e la ricerca semiologica sugli antichi codici non lo abbandonerà più: Luigi Agustoni dedicherà la sua vita allo studio di quella musica che «considererà sempre come esegesi della Parola Sacra e come restituzione orante a Dio nella trasparenza sonora del dialogo della Salvezza»  e che faranno di lui il ricercatore musicale ticinese ed uno dei gregorianisti più conosciuti nel mondo.
Accede alla cattedra di musica sacra presso il Pontificio Istituto Ambrosiano di Musica Sacra di Milano nel 1955 e inizia una febbrile attività editoriale pubblicando numerose opere e collaborando con le principali riviste specializzate: Revue grégorienne, Musica Sacra, Studi Gregoriani, Beiträge zur Gregorianik e Note gregoriane.
Viene convocato in Vaticano nel post-concilio dove partecipa alla Commissione ad exsequendam Constitutionem de Sacra Liturgia con il compito di riformare il Messale Romano. Sarà poi segretario del gruppo per la riforma dei libri di canto gregoriano che pubblicherà nel 1967 il Graduale simplex e poi il Graduale romanum. Sarà anche tra gli esperti consulenti che elaboreranno l'istruzione Musicam Sacram.
Negli anni sessanta fonda la Nova Schola Gregoriana, ensemble corale dove può concretizzare il frutto delle sue acquisizioni, recuperando particolari interpretativi nascosti negli antichi manoscritti ed abbandonati da secoli. Nel 1975 fonda l'Associazione Internazionale Studi di Canto Gregoriano (AISGre) a Cremona, dirigendola fino al 1999, raccogliendo nelle proprie file i maggiori ricercatori gregorianisti italiani, come Rampi, Turco, Albarosa, Cansani e Milanese, e stranieri, soprattutto di area tedesca (Fischer, Joppich, Göschl).
Instancabile fu la sua attività didattica, organizzò corsi a Lugano, Milano, Cremona, Roma, ma anche in Germania e persino in Venezuela ed in Giappone.
Il 18 gennaio 2001 gli viene conferito il dottorato honoris causa in Musica Sacra dal Pontificio Istituto di Musica Sacra di Roma
Morì il 31 marzo 2004 ad Orselina, piccolo paese ticinese, dove era divenuto parroco nel 1956.

## Opere
- Primo corso di Canto gregoriano secondo la scuola solesmense, Como, 1946.
- La modalità del canto liturgico occidentale, 1948.
- Il Codice 95 di Sciaffusa: studi storico, paleografico, semiologico, 1949.
- Fonti e paleografia del canto ambrosiano, Milano, 1956.
- Elementi di Canto Gregoriano, Padova, 1959.
- L'interpretazione dei neumi tramandata dalla loro stessa grafia, 1968.
- L'interpretazione del gregoriano oggi, Arezzo, 1984.
- Einführung in die Interpretation des Gregorianischen Chorals, Regensburg, 1992, in collaborazione con Johannes Berchmans Göschl.
- Requirentes modos musicos, Solesmes, 1995.

## Premio
Il Comune di Orselina insieme a Cantus Gregoriani Helvetici Cultores ha istituito il Premio Luigi Agustoni attribuito annualmente a studiosi, interpreti musicali e neolaureati distintisi per l'originalità e la qualità dei loro lavori nel campo degli studi gregoriani.
Vincitori:
- 2008: assegnato come contributo alla stampa dell'edizione italiana del vol. 2 del libro di Luigi Agustoni e Johannes Berchmans Göschl, Introduzione all'interpretazione del canto gregoriano
- 2009: Christian Dostal
- 2010: Ján Velbacký
- 2011: Fulvio Rampi
- 2012: Liborius Olaf Lumma
- 2013: Enrique Merello-Guilleminot